# فرفیون هوریدا
 افوربیا هوریدا(نام علمی: Euphorbia horrida) نام یک گونه از سرده یوفوربیا است.